# Битва на річці Ірпінь

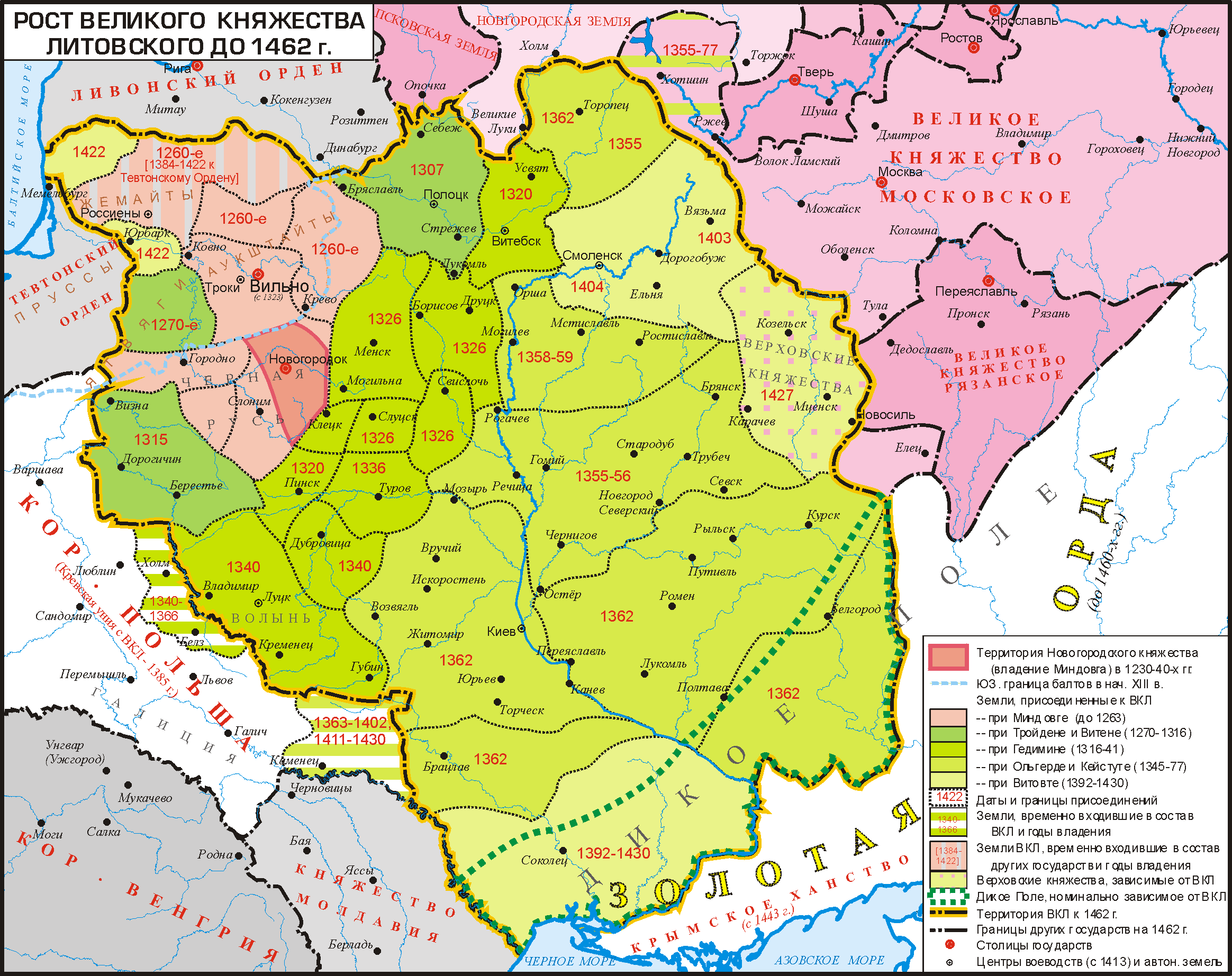
Ріст Великого князівства Литовського до 1462 року

Битва на річці Ірпінь — легендарна битва між литовсько-руською армією Гедиміна та коаліцією руських князівств під проводом київського князя Станіслава — васала Золотої Орди (ця династія отримала Київ з допомогою хана Токти бл.1300/1301), яка відбулась біля річки Ірпінь в 1321 або 1322.

## Легендарний перебіг битви
Військо Гедиміна складалося з литви, жемайтів, русинів. «До Станіслава, князя Київського, з'єднавши спільні сили свої в одне велике військо, і допомогу від татар маючи, стали готові, почувши, що Гедимин з литовцями від Житомира сміливо і швидко проти них виступив». На стороні Станіслава в битві також брали участь руські князі, союзники Золотої Орди Лев Луцький, Олег Переяславський, Роман Брянський, татарські й ханські війська. Станіслав Київський, а також згадуваний у числі руських князів, що протистояли Гедиміну, Олег  Переяславський ідентифікуються в історіографії як князі Київської землі того часу, що походять з путивльських Ольговичів. Щодо їх союзників, Романа Брянського, Лева Даниловича Луцького і Володимира Васильковича Волинського, то вони насправді були політичними діячами другої половини XIII століття
, які померли значно раніше від битви на Ірпіні.
Як свідчить «Історія Русів або Малої Росії» : «…Гедимін Князь року 1320-го, прийшовши в межі Малоруські з воїнством своїм Литовським, з'єднаним з Руським, що перебувало під орудою воєвод Руських: Пренцеслава, Світольда і Блуда та Полковників Громвала, Турнила, Перунада, Ладима й інших, вигнали з Малоросії Татар, перемігши їх у трьох битвах і на останній, головній, над річкою Ірпінь, де убиті Тимур і Дивлат, Князі Татарські, Принци Ханські. По тих перемогах поновив Гедимін правління Руське під начальством вибраних од народу осіб, а над ними поставив намісником своїм з Руської породи Князя Ольшанського…»
«Там навпроти князь Станіслав Київський з військом своїм, і з татарською підмогою на Литву напав, Роман же Брянський, а з ним Лев, князь Луцький, і Ольга Переяславський легко по ньому на допомогу наступали».
Литовсько-руські війська перемогли. Князі Лев та Олег загинули на полі бою. Наступного дня Гедимін рушив з військом на Київ, який після деякої оборони їм здався на основі васалітету. Разом з Києвом до ВКЛ відійшли міста: Переяслав, Путивль, Вишгород, Канів, Черкаси, Білгород та Брянськ Сіверський, таким чином отримавши Київське, Волинське та Сіверське князівства. Станіслав, останній київський князь з династії Рюриковичів, втік у Рязань, де одружився з дочкою рязанського князя — Ольгою.
Після перемоги Гедимін призначив намісником Київського князівства Міндовга, князя Гольшанського.
Результат битви на річці Ірпінь визначив довгий період влади Великого князівства Литовського і, потім, Польського королівства над територією сучасних українських (в ті часи називались руськими) земель — Галичина, Поділля, Волинь, Брацлавщина та Київщина.
Ольгимонт Гольшанський, який став Князем Київським і далі вів боротьбу з Путивльськими та іншими князями, які за допомогою Золотої Орди, намагались відвоювати Київське князівство. 1331 р. путивльська династія змогла повернути собі князівство з допомогою ординців. І тільки внаслідок битви на Синіх Водах литовсько-руські війська Великого князя Литовського Ольгерда Гедиміновича розбили монголо-татарських правителів та їх союзників. 1362 р. Київ остаточно увійшов до складу Великого князівства Литовського.

## Критика достовірності
М.Грушевський та В.Антонович ставили достовірність битви під великий сумнів:
|  | «Розповідь про похід Гедиміна на Волинь і Київ в 1320-1321 роках вперше з'явилася в хроніці Мацея Стрийковського (вид. 1582 р.) До того часу про нього не згадують зовсім ні сучасні джерела, ні літописні зводи, ні укладачі пізніших прагматичних історичних творів. Так, найдавніший литовсько-руський літопис (вид. Даниловичем), складений в першій половині XV століття, перераховуючи області, розподілені Гедиміном у спадок синам, не згадує зовсім про Київ і каже, що Волинська земля дісталася Любарту внаслідок його шлюбу, отже вона не була завойована Гедиміном. Руські літописи XIV і XV століть, так само як укладачі німецьких, прусських і ливонських хронік, нічого не знають про похід Гедиміна на Волинь і Київ. Нарешті, письменники другої половини XVI століття, сучасники Стрийковського, що складали свої праці майже одночасно з ним, але не користувалися його книгою: Мартін Бєльський (пом. 1575) і Кромер (вид. 1568) не згадують зовсім про похід Гедиміна на Волинь і Київ.»Оригінальний текст (рос.) [«Рассказ о походе Гедымина на Волынь и Киев в 1320—1321 годах первый раз появился в хронике Мацея Стрыйковского (изд. 1582 г.). До того времени о нем не упоминают вовсе ни современные источники, ни летописные своды, ни составители позднейших прагматических исторических сочинений. Так, древнейшая литовско-русская летопись (изд. Даниловичем), составленная в первой половине XV столетия, перечисляя области, распределенные Гедымином в удел сыновьям, не упоминает вовсе о Киеве и говорит, что Волынская земля досталась Любарту вследствие его брака, следовательно она не была завоевана Гедымином. Русские летописи XIV и XV столетий, равно как составители немецких, прусских и ливонских хроник, ничего не знают о походе Гедымина на Волынь и Киев. Наконец, писатели второй половины XVI столетия, современники Стрыйковского, составлявшие свои труды почти одновременно с ним, но не пользовавшиеся его книгой: Мартин Бельский (ум. 1575) и Кромер (изд. 1568) не упоминают вовсе о походе Гедымина на Волынь и Киев.»] Помилка: [undefined] Помилка: {{Lang}}: немає тексту (допомога): текст вже має курсивний шрифт (допомога) |

Їх думку підтримували зокрема Ф.Леонтович та О.Пресняков. Як зазначав П.Клепацький:
|  | «оповідання широкого литовсько-руського літопису про завоювання Києва за Гедиміна, не відоме нам з інших, більш ранніх джерел, має проти себе безліч заперечень, давно вже висунутих і досі ніким не спростованих”, вважаючи полеміку цим вичерпаною». |